# Booker T
Booker Tio Huffman (født d. 1. marts 1965) er en amerikansk fribryder der er kendt under navnet Booker T. Booker T er tidligere 5-dobbelt WCW-mester, og WWE-mester én enkelt gang.

## World Wrestling Entertainment
I Judgment Day 2006 vandt han over Bobby Lashley i King of the Ring-finalen med lidt hjælp fra Finlay. Han vandt World Heavyweight Championship titlen fra Rey Mysterio på The Great American Bash efter at Chavo Guerrero slog Mysterio ud med en stol. Han tabte titlen til Dave Batista i Survivor Series 2006.

## VM-titler
Booker T er en seksdobbelt verdensmester. Han har vundet WCW World Heavyweight Championship fire gange i World Championship Wrestling (WCW) og én gang i World Wrestling Entertainment (WWE), hvor han også har vundet WWE World Heavyweight Championship én gang.
| Nr. | VM-titel                           | Modstander     | Org. | Dato               | Show                    | Dage | Efterfølger   |
| --- | ---------------------------------- | -------------- | ---- | ------------------ | ----------------------- | ---- | ------------- |
| 1   | WCW World Heavyweight Championship | Jeff Jarrett   | WCW  | 9. juli 2000       | Bash at the Beach       | 50   | Kevin Nash    |
| 2   | WCW World Heavyweight Championship | Kevin Nash     | WCW  | 17. september 2000 | Fall Brawl              | 8    | Vince Russo   |
| 3   | WCW World Heavyweight Championship | Ledig1         | WCW  | 2. oktober 2000    | Nitro                   | 55   | Scott Steiner |
| 4   | WCW World Heavyweight Championship | Scott Steiner2 | WCW  | 26. marts 2001     | Nitro                   | 120  | Kurt Angle    |
| 5   | WCW Championship                   | Kurt Angle     | WWE  | 30. juli 2001      | RAW                     | 20   | The Rock      |
| 6   | WWE World Heavyweight Championship | Rey Mysterio   | WWE  | 23. juli 2000      | The Great American Bash | 126  | Batista       |

1 Vince Russo opgav VM-titlen, da han ikke er nogen wrestler, og Booker T besejrede Jeff Jarrett i en kamp om den ledige titel.

2 Booker T besejrede Scott Steiner på den sidste episode af WCW Monday Nitro og tog titlen med sig til World Wrestling Federation (WWF), hvor den blev omdøbt til WCW Championship.